# La Grande Menace (Angel)
Pour les articles homonymes, voir La Grande Menace.
La Grande Menace est le 12e épisode de la saison 4 de la série télévisée Angel.

## Synopsis
Angelus s'amuse à semer la discorde entre Fred et Gunn. Lilah Morgan revient à l'hôtel Hyperion, décidée à libérer Angelus pour qu'il combatte la Bête. Repérée par Gunn, Lilah prend la fuite mais est ramenée par Wesley. Angelus révèle aux membres de l'équipe que la Bête a un maître tout en continuant à semer le trouble entre eux. Fred rompt avec Gunn et Cordelia a une vision qui lui apprend comment rendre son âme à Angel. Gunn et Connor partent alors chercher le crâne d'un mangeur d'âmes nécessaire à cette restitution.
L'équipe met en place le rituel pendant qu'Angelus se moque d'eux. Le rituel accompli, Cordelia annonce qu'il a fonctionné. Lorne confirme qu'Angel a retrouvé sa personnalité. Resté seul avec Cordelia, qui le libère, Angel lui révèle que le rituel n'a pas marché et l'assomme. Le groupe trouve Cordelia inanimée et apprend qu'Angelus est désormais libre, partant à sa recherche. Angelus retourne à l'hôtel où Cordelia et Lilah sont restées seules. Angelus poursuit Lilah mais elle arrive à lui échapper. Quand Cordelia la rejoint, Lilah lui annonce qu'Angelus va tous les tuer et Cordelia la poignarde alors à la gorge en lui répondant que c'est bien pour cela qu'elle l'a laissé s'échapper.